# امپراتوری هلند
امپراتوری هلند (هلندی: Nederlands-koloniale Rijk) امپراتوری دریایی در سراسر جهان بود که توسط جمهوری هلند و سپس توسط هلند مدرن از قرن ۱۷ تا قرن ۲۰ کنترل می‌شد.
در اصل هلند از امپراتوری پرتغال و امپراتوری اسپانیا در برپا کردن یک امپراتوری مستعمراتی جهانی الهام گرفت، اما برپایه پیشروی‌هایِ پرتغال و اسپانیا و نه یافتن و مستعمره‌ای که از ابتدا توسط خود آنها یافت شود، البته سفرهای اکتشافی هلندی‌ها مانند آنچه توسط ویلیام بارنتز، هنری هودسون و آبل تاسمان انجام گرفت منجر به دست یافتن اروپایی‌ها به سرزمین‌های گسترده جدیدی نیز شد. برای رسیدن به این هدف هلندی‌ها از مهارت‌های کشتیرانی و تجارت خود و همچنین موج ملی‌گرایی که همراه با تلاش برای استقلال از اسپانیا همراه آن‌ها بود بهره گرفتند.
مانندِ بریتانیا، هلندی‌ها از ابتدا برای اداره کردن مستعمره‌های خود به صورت غیر مستقیم، از کمپانی هند شرقی و کمپانی هند غربی استفاده می‌کردند.

## نگارخانه

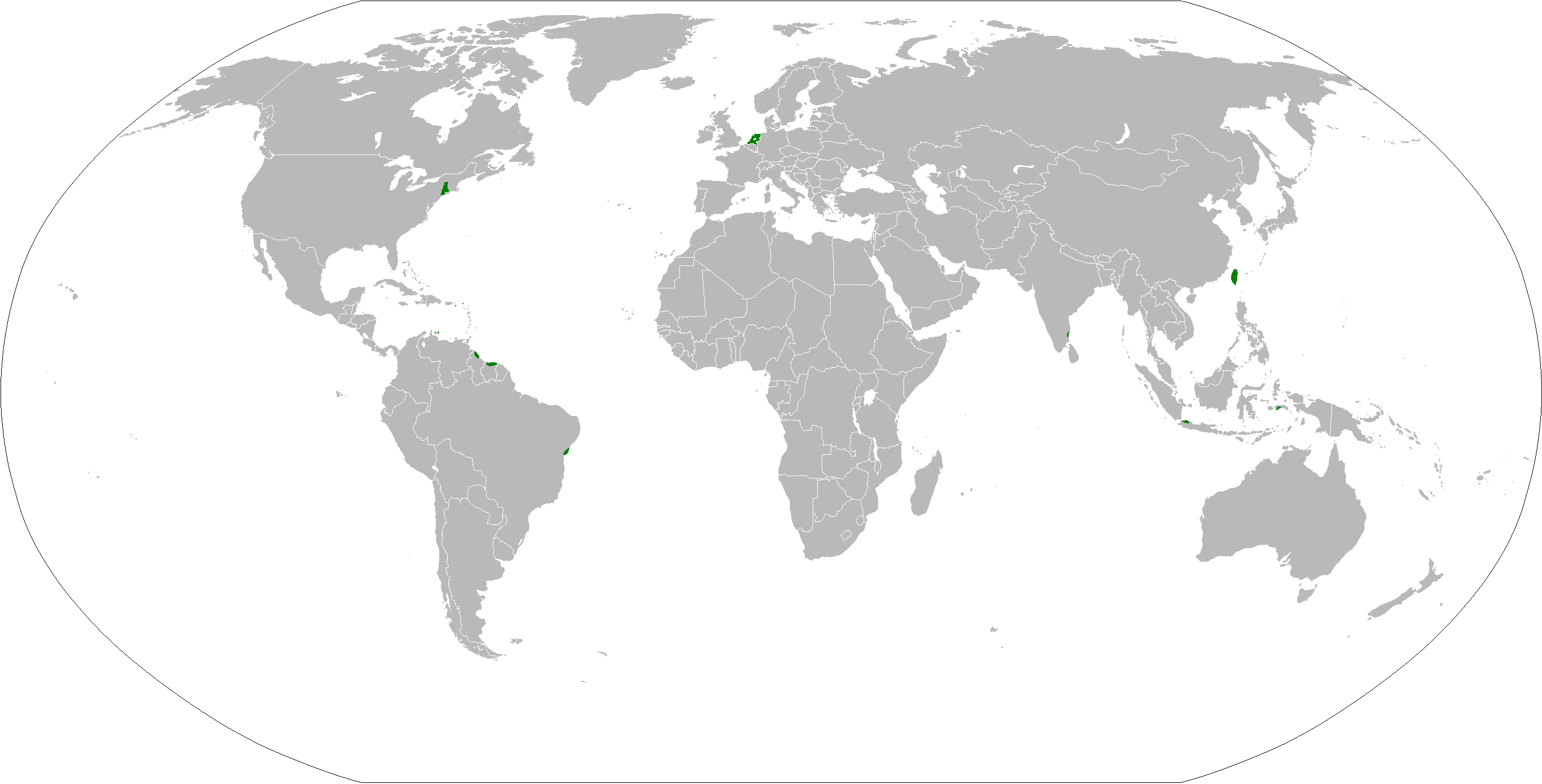
قلمرو امپراتوری هلند در ۱۶۳۰
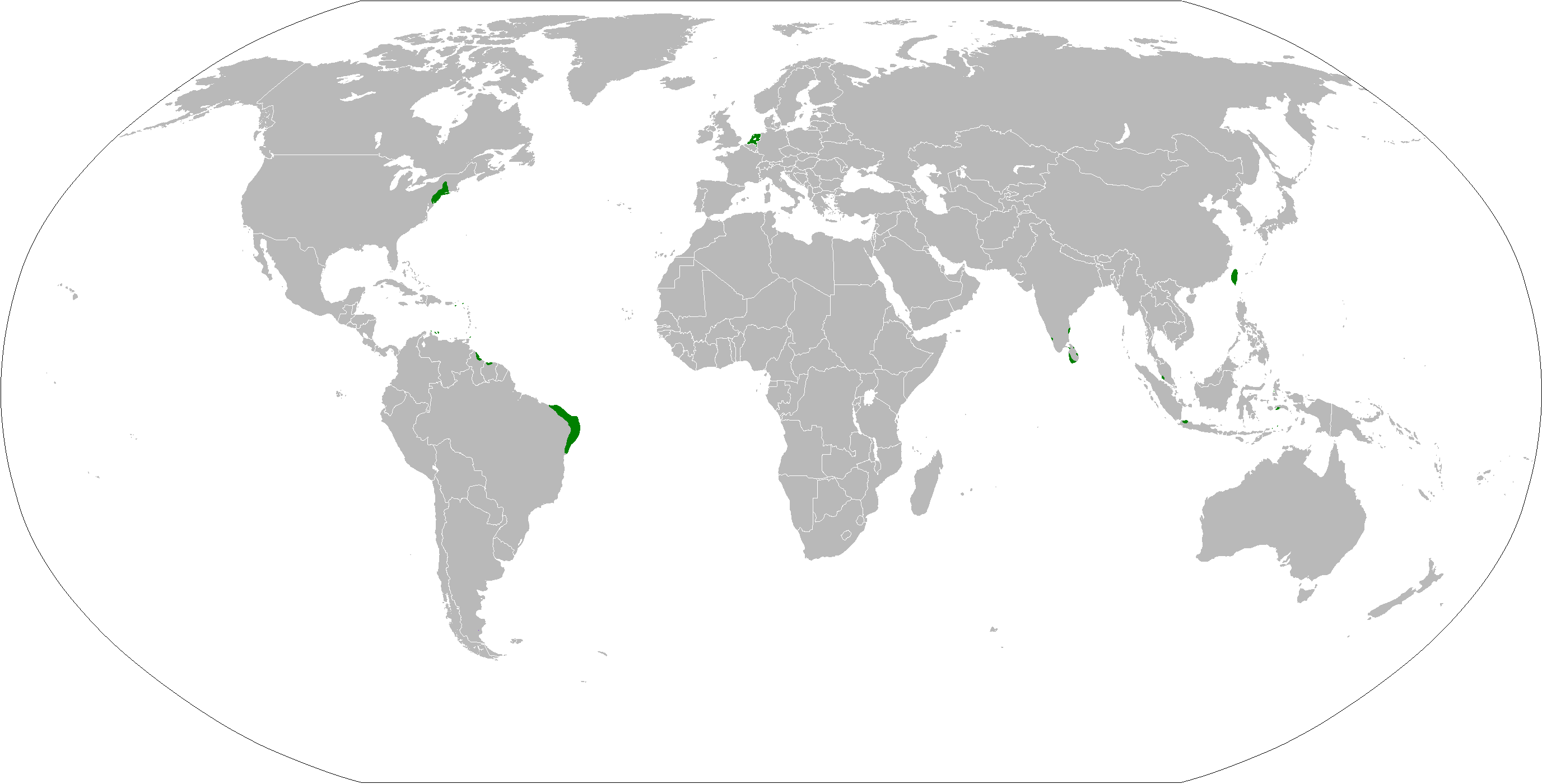
قلمرو امپراتوری هلند در ۱۶۵۰
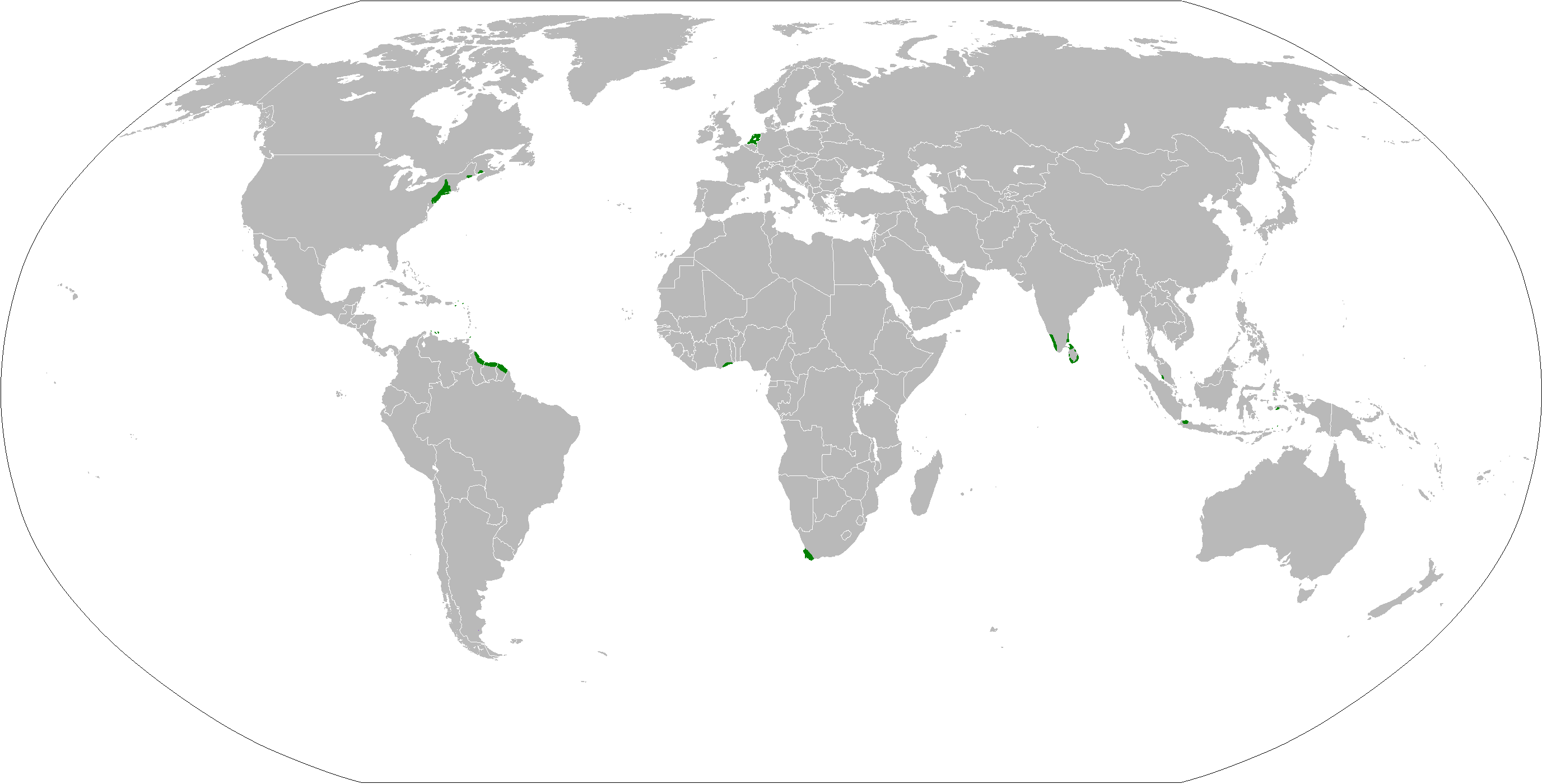
قلمرو امپراتوری هلند در ۱۶۷۴
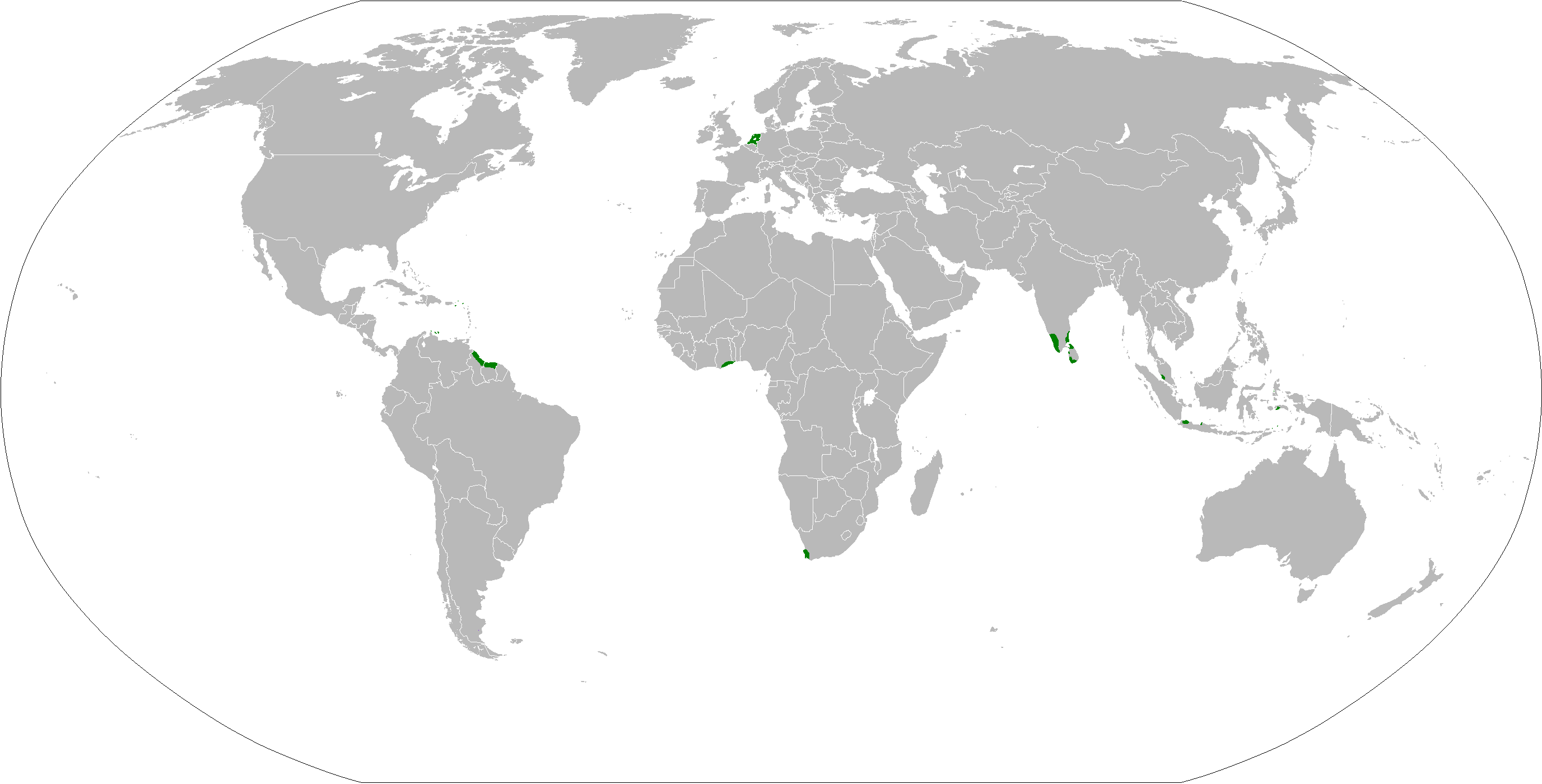
قلمرو امپراتوری هلند در ۱۷۰۰
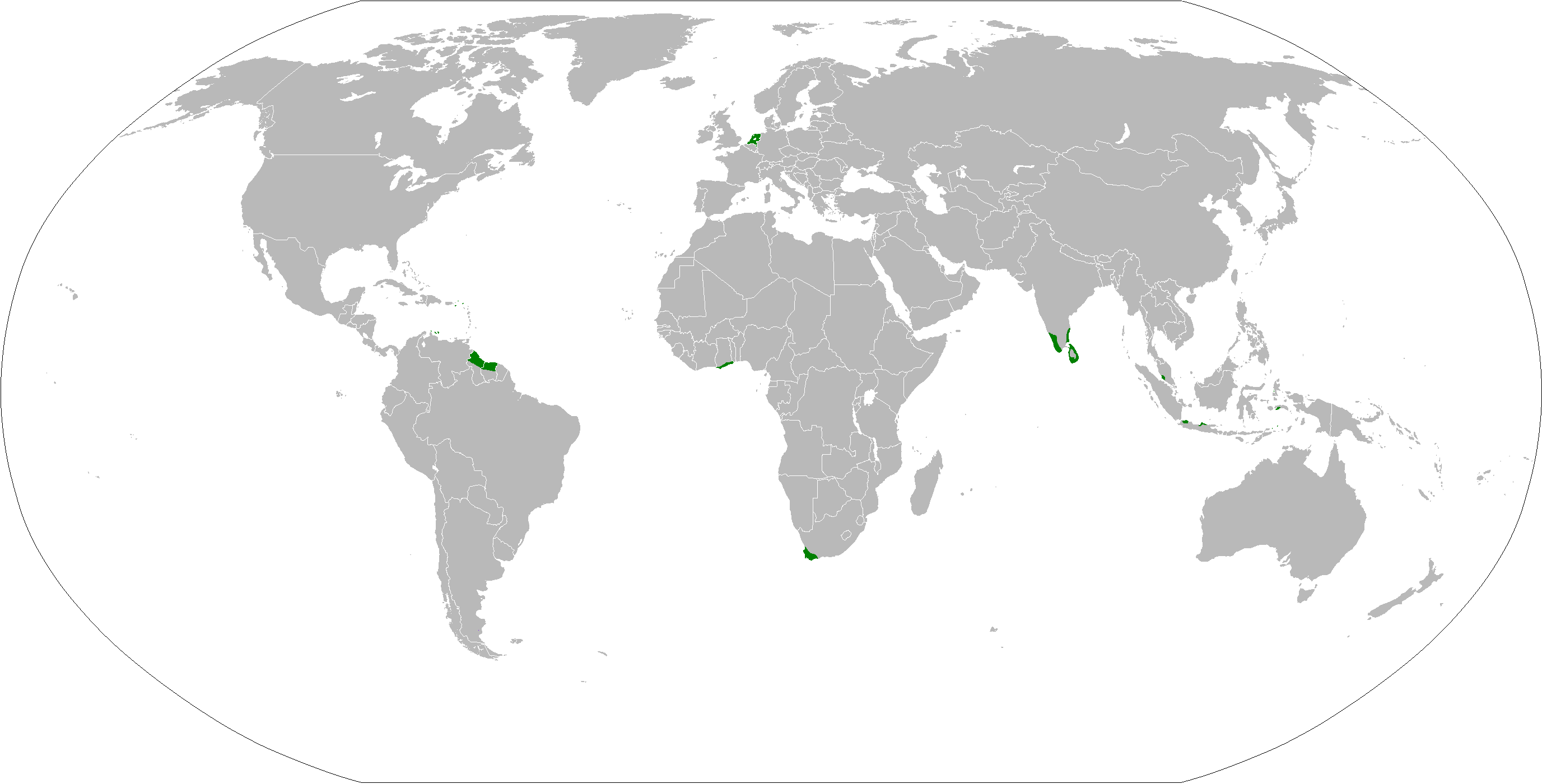
قلمرو امپراتوری هلند در ۱۷۵۰
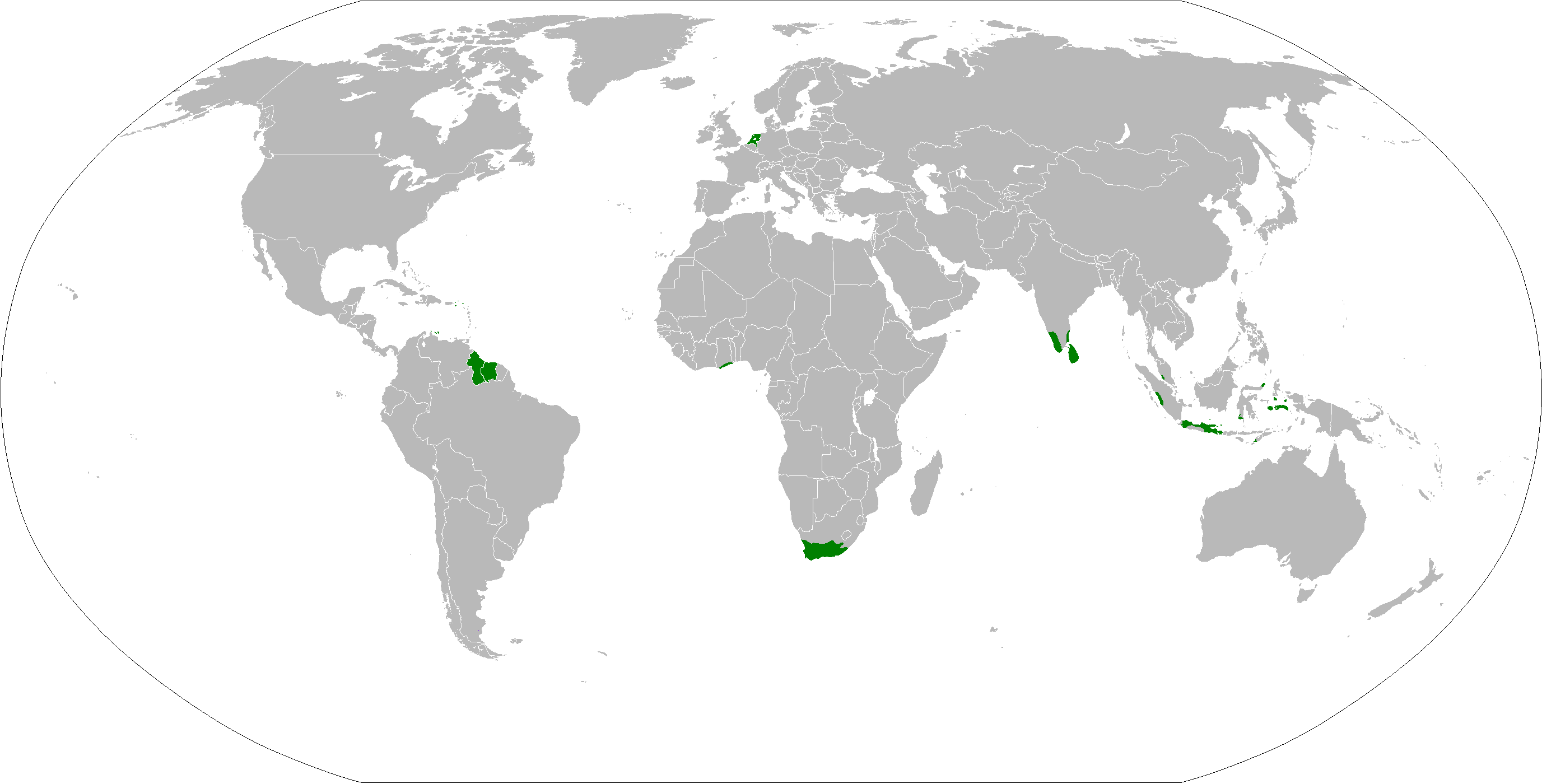
قلمرو امپراتوری هلند در ۱۷۹۵
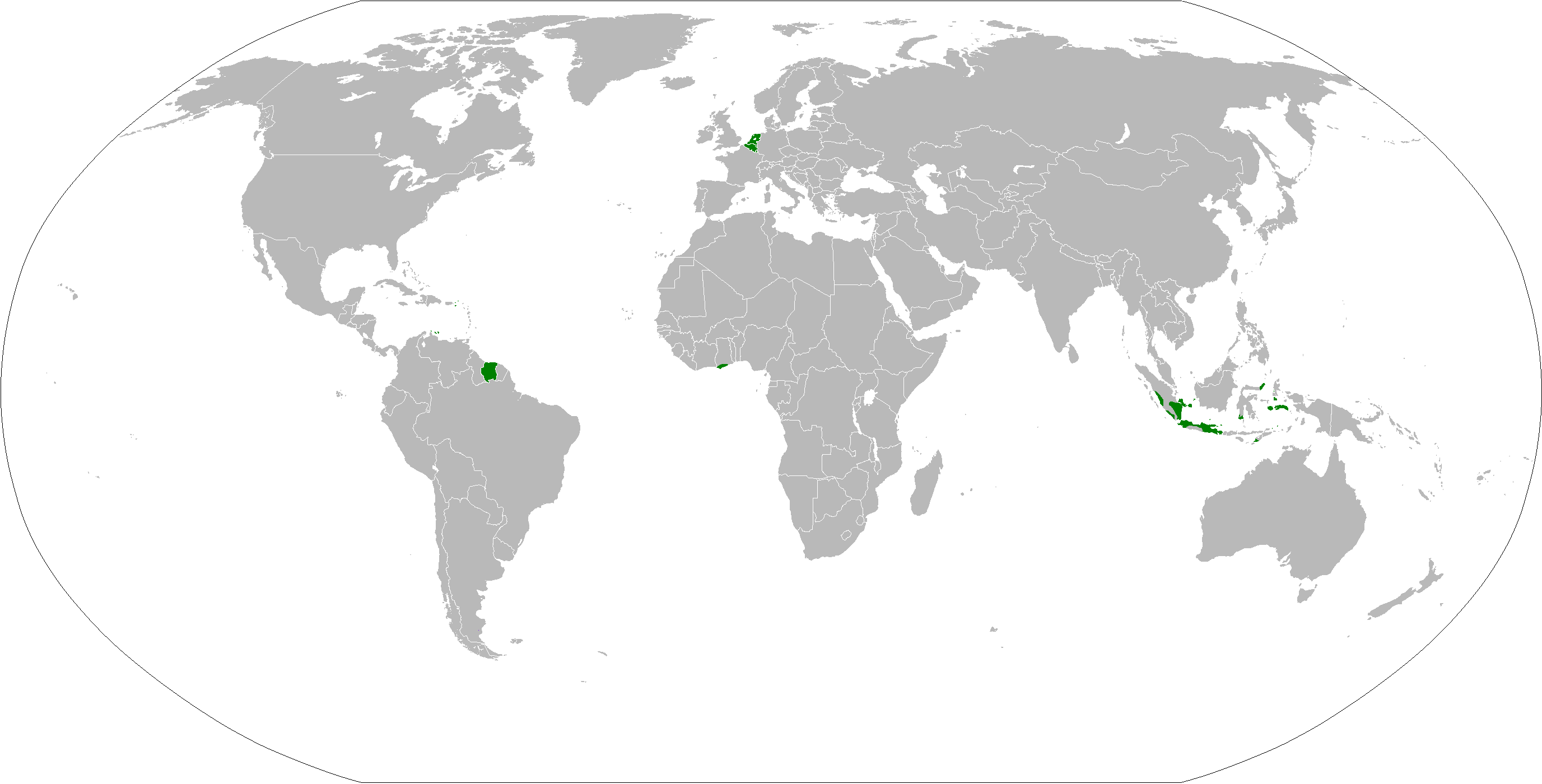
قلمرو امپراتوری هلند در ۱۸۳۰
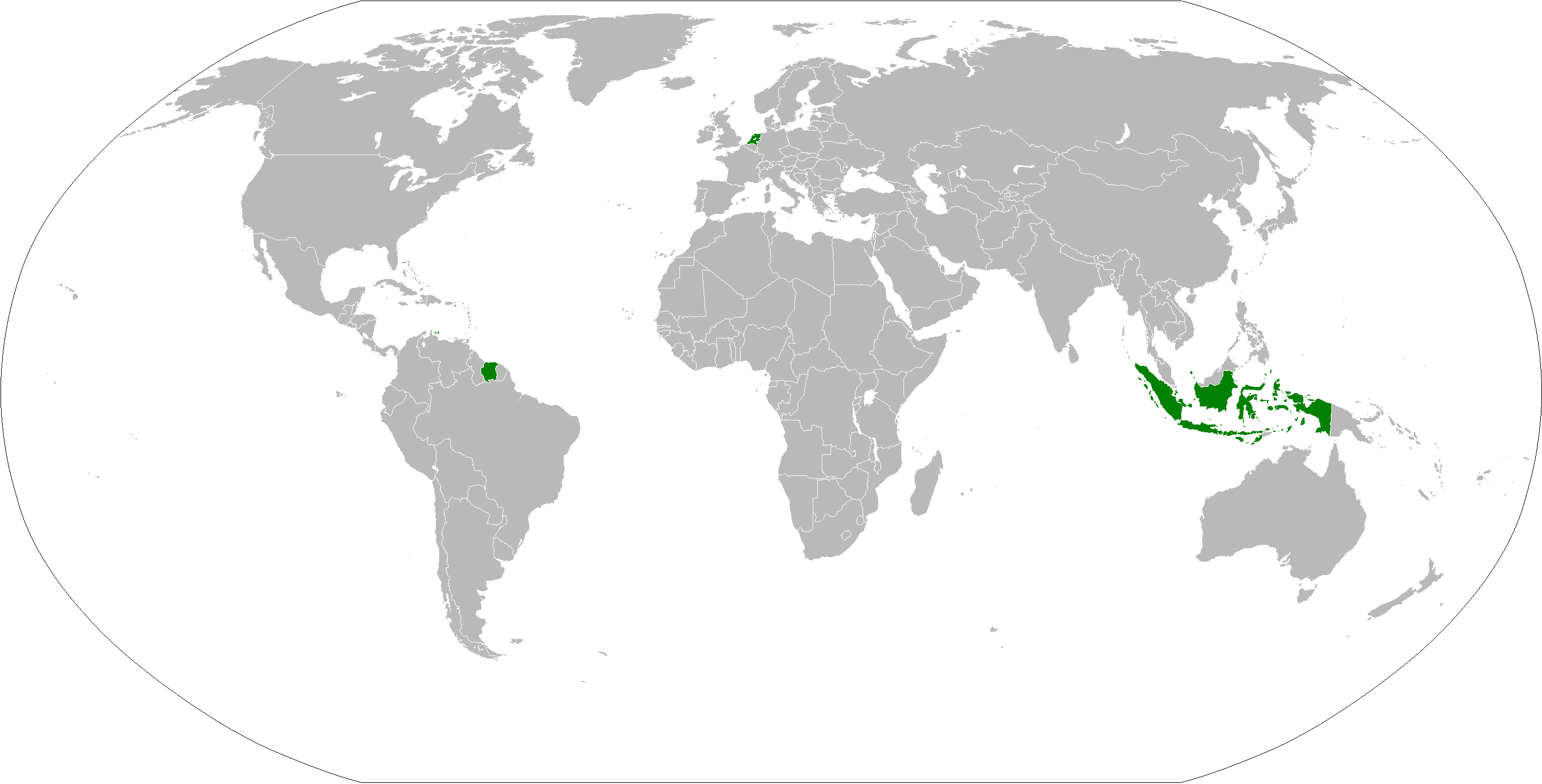
قلمرو امپراتوری هلند هنگام شروع جنگ جهانی دوم
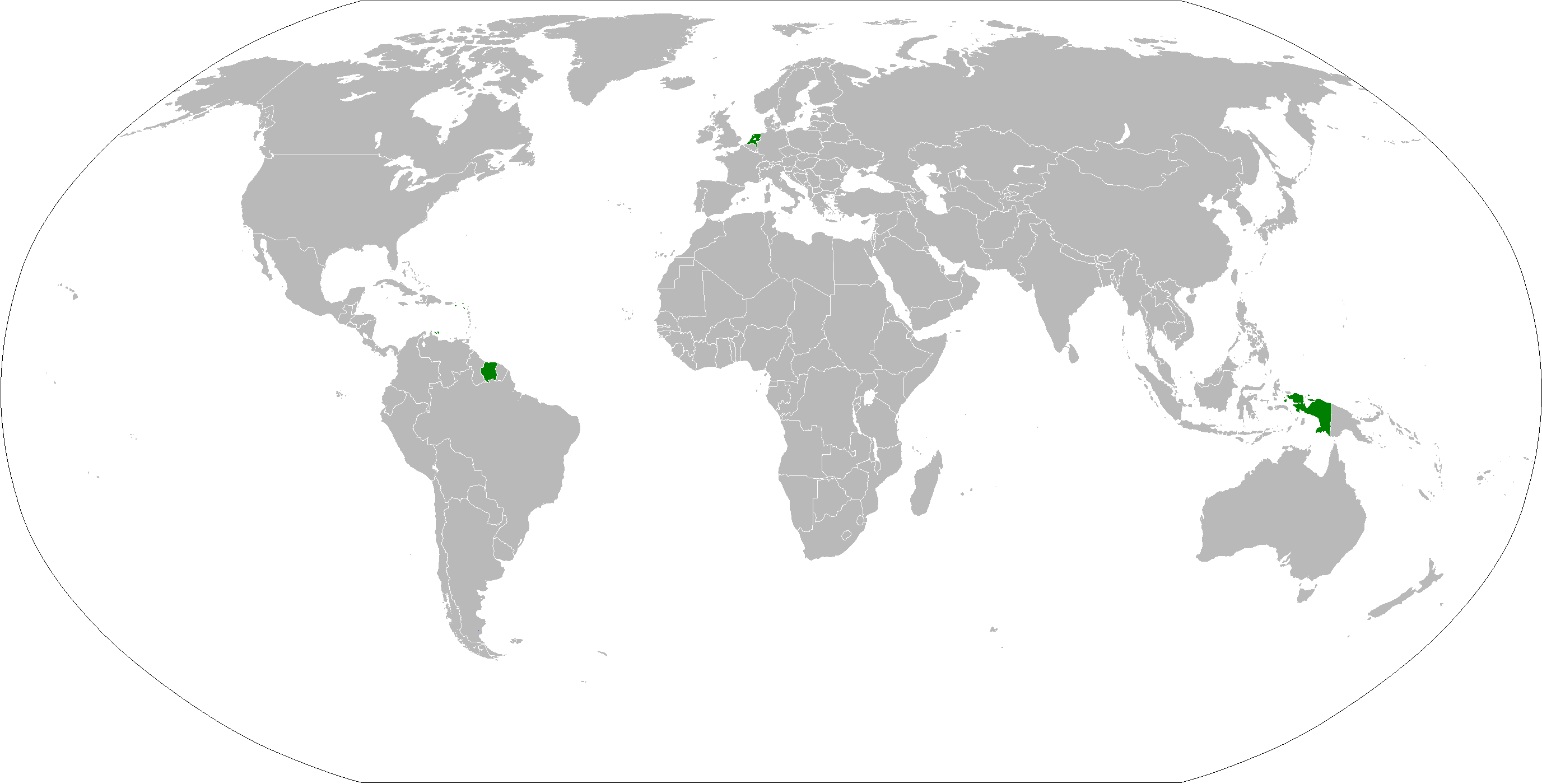
قلمرو امپراتوری هلند در ۱۹۶۰
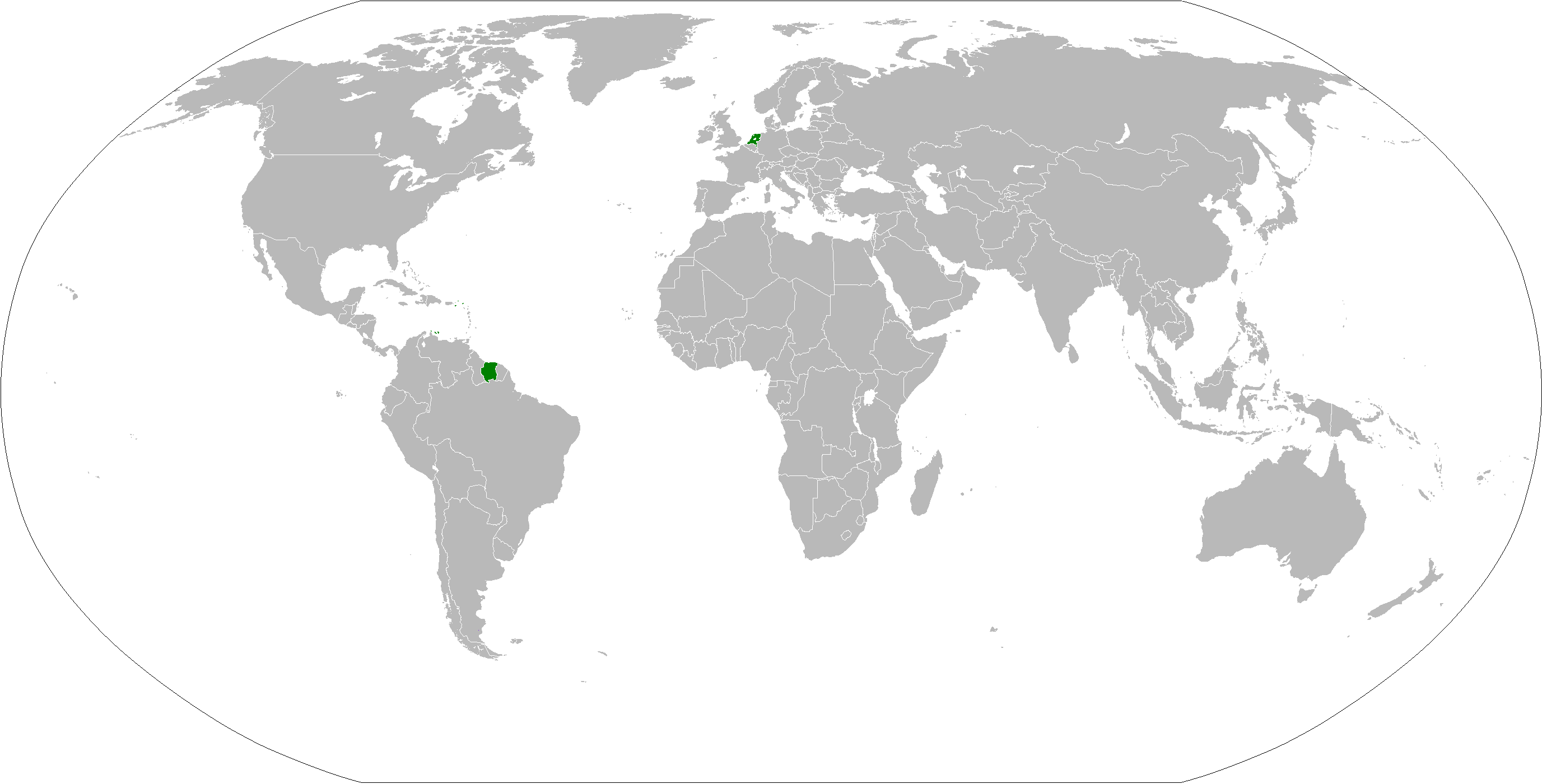
قلمرو امپراتوری هلند در ۱۹۷۵